# Jaroslav Strnad (indolog)
Jaroslav Strnad (* 20. prosince 1954 Praha) je český indolog. Vystudoval Filozofickou fakultu Univerzity Karlovy. Zabývá se především hindštinou a sanskrtem, dále starověkou a středověkou Indií. Své badatelské úsilí směřuje především k středověké severní Indii a tamějšímu náboženskému, kulturnímu a sociálnímu vývoji. Působí v pozici vědeckého pracovníka Orientálního ústavu Akademie věd, též vyučuje na FF UK.